# Classe Alexandrit
La Classe Alexandrit est une classe de chasseur de mines de Russie.

## Navires
| Name                | Quille posée      | Lancé         | Commissionné                    | Flotte                | Statut             |
| ------------------- | ----------------- | ------------- | ------------------------------- | --------------------- | ------------------ |
| Aleksandr Obukhov   | 22 September 2011 | 27 June 2014  | 9 December 2016[réf. souhaitée] | Flotte de la Baltique | Active             |
| Georgiy Kurbatov    | 24 April 2015     | October 2017  | 2018                            |                       | Under construction |
| Ivan Antonov        | 25 January 2017   | 25 April 2018 |                                 |                       | Launched           |
| Vladimir Yemelyanov | 20 April 2017     |               |                                 |                       | Under construction |
| Yakov Balyaev       | 26 December 2017  |               |                                 | Flotte du Pacifique   | Under construction |
| Pyotr Ilyichev      | 25 July 2018      |               |                                 |                       | Under construction |